# Générateur (informatique)
Pour les articles homonymes, voir Générateur et Yield.
En informatique, un générateur est une routine qui produit des éléments les uns après les autres. Un générateur ressemble à une fonction qui renvoie un tableau : il a des paramètres, il peut être appelé et génère une suite d'éléments.  Par contre, au lieu de produire toutes les éléments d'un coup, de les mettre dans un tableau, puis de renvoyer le tableau, il renvoie les éléments un à un.
L'intérêt est d'utiliser moins de mémoire vive et de pouvoir commencer un traitement sur les éléments qui ont déjà été produit, sans attendre que tous les éléments sont produits.
Selon les langages et usages, on peut définir un générateur par une fonction qui utilise le mot-clé yield pour produire un élément, ou alors en définir avec une compréhensions de listes. 
Un générateur suit le patron de conception itérateur.
On peut aussi créer des générateurs qui produisent une infinité d'éléments. Par exemple,  un générateur renvoyant tour à tour les éléments de la suite de Fibonacci, ou alors un générateur renvoyant tour à tour tous les nombres premiers serait un tel générateur.
C'est une routine non transparente référentiellement[pas clair], généralement sans argument[pas clair].

## Implémentation
Généralement un générateur est implémenté avec le mot-clé yield : une instruction de programmation qui sert à imposer la constructivité d'une fonction. Son utilisation dans une fonction permet de retourner un générateur.
Elle est plus souvent présente dans les langages à haut niveau comme PHP, Python, Ruby ou le C#.

### Exemple enC#
En C#, le mot-clé yield est suivi de return pour retourner la valeur suivante ou break pour interrompre l'itération.
```
using
 
System.Collections.Generic
;

public
 
class
 
Mots

{

    
// Tableau contenant des mots :

    
public
 
string
[]
 
mots
;

    
// Constructeur

    
public
 
Mots
(
params
 
string
[]
 
mots
)

    
{
 
this
.
mots
 
=
 
mots
;
 
}

    
// Énumérer tous les mots jusqu'à trouver

    
// le mot contenu dans le paramètre dernier (exclu)

    
// ou la fin du tableau.

    
public
 
IEnumerable
<
string
>
 
TousLesMotsJusquA
(
string
 
dernier
)

    
{

        
foreach
(
string
 
mot
 
in
 
mots
)

            
if
 
(
mot
.
Equals
(
dernier
))
 
yield
 
break
;
 
// fin prématurée de l'itération

            
else
 
yield
 
return
 
mot
;
 
// élément de l'itération

        
// fin normale de la boucle d'itération

    
}

}

public
 
class
 
TestProgram

{

    
public
 
static
 
void
 
Main
()

    
{

        
Mots
 
fruits
 
=
 
new
 
Mots
(
 
"pomme"
,
 
"poire"
,
 
"abricot"
,
 
"fraise"
,
 
"kiwi"
 
);

        
foreach
(
 
string
 
fruit
 
in
 
fruits
.
TousLesMotsJusquA
(
"fraise"
)
 
)

            
Console
.
WriteLine
(
 
fruit
 
);

    
}

}

```

### Exemple enJavaScript
Les générateurs sont apparus avec ES6 (en 2013).
```
function
*
 
fourInts
()
 
{

  
let
 
int
 
=
 
0
;

  
while
 
(
int
 
<
 
4
)
 
{

    
yield
 
int
;

    
int
++
;

  
}

}

const
 
gen
 
=
 
fourInts
();
   
// création

alert
(
gen
.
next
().
value
);
  
// 0

alert
(
gen
.
next
().
value
);
  
// 1

alert
(
gen
.
next
().
value
);
  
// 2

alert
(
gen
.
next
().
value
);
  
// 3

alert
(
gen
.
next
().
value
);
  
// undefined

```

### Exemple enPHP
Les générateurs sont apparus en PHP 5.5.0 (en 2013).
```
function
 
fibonacci
()

{

    
$last
 
=
 
0
;

    
$current
 
=
 
1
;

    
yield
 
1
;

    
while
 
(
true
)
 
{

        
$current
 
=
 
$last
 
+
 
$current
;

        
$last
 
=
 
$current
 
-
 
$last
;

        
yield
 
$current
;

    
}

}

foreach
 
(
fibonacci
()
 
as
 
$number
)
 
{

    
echo
 
$number
,
 
"
\n
"
;

}

```

### Exemple enPython
Les générateurs sont apparus sur la V2.2 en 2001. Appeler la méthode next() d'un générateur exécutera la fonction et retournera une valeur. Le yield procède comme un return mais la fonction est liée à un générateur et le prochain appel de la méthode next() reprendra l'exécution là où elle en était.
```
def
 
fonction
(
max
):

    
print
(
'début fonction'
)

    
for
 
x
 
in
 
range
(
0
,
 
max
+
1
):

        
yield
 
x

        
print
(
'incrémente x'
)

gen
 
=
 
fonction
(
2
)

gen
.
next
()

# début fonction

# 0

gen
.
next
()

# incrémente x

# 1

```

NB : depuis Python 3.3, les générateurs peuvent aussi contenir des return.

### Exemple enRuby
En Ruby, l'opérateur yield va entrainer l'exécution du bloc de code passé en paramètre :
```
def
 
delimit

  
puts
 
"before yield"

  
yield
 
if
 
block_given?

  
puts
 
"after yield"

end

```

```
delimit
{
 
puts
 
"in yield"
 
}
 
#=> "before yield\n" "in yield\n" "after yield\n"

```